# Osamsko
Osamsko je mjesna zajednica u Opštini Bratunac u Republici Srpskoj. U ovom mjestu živi oko 2 244 stanovnika, prema razmatranjima iz 2013. godine. Ova mjesna zajednica obuhvata naseljena mjesta Vitkoviće, Dubravice, Krasanoviće, Polom i Slapašnicu. Tu se takođe nalazi i Osnovna Škola "Branko Radičević".